# Sotsu

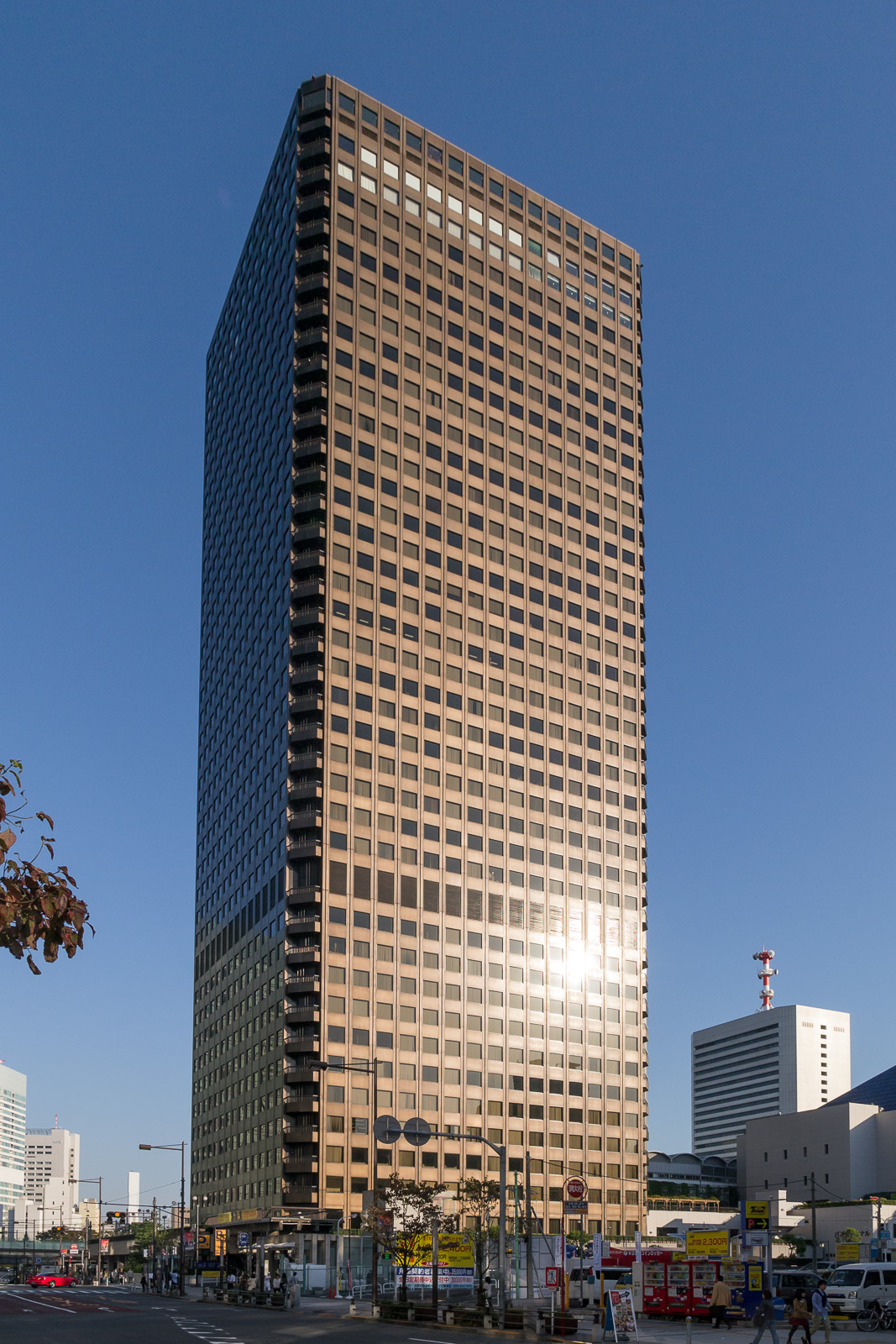
Edificio donde se encuentra Sotsu Co.,Ltd

Sotsu Co., Ltd. ( 株式会社創通 Kabushikigaisha Sotsu ? ) es una agencia de publicidad japonesa. Es una filial de Bandai Namco Holdings.

## Historia
Fue fundada en 1965 como Agencia Toyo ( 東洋エージェンシー Tōyō Ējenshī ? ), con ella se designa con el equipo de béisbol Gigantes de Yomiuri como su agencia principal para la planificación y distribución de los intereses de mercadotecnia del equipo. En 1977, cambió su nombre por el de Agencia Sotsu ( 創通エージェンシー Sotsu Ējenshī ? ). La agencia fue incluida por primera vez en la JASDAQ bolsa de valores en 2003. El 1 de abril de 2007, la compañía cambió su nombre a Sotsu ( 創通 Sotsu ? ).
Ha estado involucrada en la producción y la concesión de licencias de numerosos programas de televisión, a partir de 1972 con Thunder Mask. La primera serie de anime que producía era Amanecer 's Invincible Super Man Zambot 3 , después de lo cual la compañía produjo muchos otros. En 1979, produjo Mobile Suit Gundam.

## Miembros

### Productores
- Takehiko Aoki
- Yoshihiko Akino
- Hidenori Itabashi
- Takashi Izuhara
- Masayuki Kishida
- Tatsuya Tamaki
- Hiroyasu Tsuruoka
- Yasutaka Hyūga
- Nao Hori
- Homare Mutō

### Antiguos miembros
- Shinjirō Yokoyama (actualmente miembro de Dentsu)

## Producciones

### producciones Sunrise
- Aura Battler Dunbine
- Combat Mecha Xabungle
- Gundam
- Haou Taikei Ryū Knight
- Heavy Metal L-Gaim
- Invincible Steel Man Daitarn 3
- Invincible Super Man Zambot 3
- Jū Senshi Gulkeeva
- Metal Armor Dragonar
- Outlaw Star
- Saikyō Robo Daiōja
- Shippu! Iron Leaguer
- Trider G7

### Programas de televisión Nippon
- Anpanman
- Thunder Mask

### TV Asahi/programas ABC
- Burst Angel
- Gankutsuou: The Count of Monte Cristo
- Glass no Kantai
- SoltyRei
- Speed Grapher

### programas de TV Tokyo
- Battle Hawk (de Toyo Agency)
- Capeta
- Dai-Guard
- E's Otherwise
- Earth Girl Arjuna
- Eat-Man
- Eden's Boy
- Elemental Gelade
- Glass no Kamen
- Grander Musashi RV
- Hare+Guu
- Hyper Police
- Kinkyū Hasshin Saver Kids
- Legend of Heavenly Sphere Shurato
- Mahōjin Guru Guru
- Mister Keaton '99
- Papuwa
- Saber Marionette
- Kyatto Ninden Teyandee
- School Rumble
- Shadow Skill
- Shiawa Sesō no Okojo-san
- Shura no Toki
- Silent Mobius
- Simoun
- Sorcerer Hunters
- Spiral: Suiri no Kizuna
- Tekkaman Blade
- Shin Tenchi Muyo!
- Those Who Hunt Elves
- Virus

### programas UHF
- Higurashi no Naku Koro Ni
- Play Ball
- Shōnen Onmyōji

Fuente: